# Démétrios de Scepsis
Pour les articles homonymes, voir Démétrios.
Démétrios de Scepsis (en grec ancien Δημήτριος ὀ Σκήψιος) est un géographe grec du IIe siècle av. J.-C. Il est originaire de Scepsis, village situé en Troade (actuelle Turquie) à proximité de la cité d'Ilion, site supposé de la ville de Troie. Dans ses travaux, il est probablement influencé par les recherches menées dans la bibliothèque de Pergame. 
Il est principalement connu à travers son ouvrage intitulé la Disposition des forces Troyennes (ὁ Τρωικὸς διάκοσμος). C'est un ouvrage dans lequel Démétrios a donné un vaste commentaire géographique relatif à certains endroits mentionnés dans l' Iliade, l'un des fameux poèmes homériques. Le passage qui a retenu son attention se trouve au chant 2 de l'Iliade et se nomme Catalogue des Troyens (Il. 2, 816-877). 
Quant au contenu, les fragments de Démétrios de Scepsis donnent des renseignements sur le relief réel dans lequel les noms homériques ont été localisés. C'est une source importante pour les descriptions antiques des endroits en question. Le texte donne, en outre, des renseignements sur les monuments antiques, des anecdotes historiques, ethnographiques voire mythologiques. Il fournit également quelques éléments d'un commentaire littéraire et nous renseigne sur les interprétations antiques des textes homériques. Son érudition et la connaissance de première main des lieux qu'il décrit lui ont permis de devenir une autorité incontournable pour la Troade. Il a été utilisé abondamment par Strabon pour le livre 13 de sa Géographie consacré à la description de la Troade. Son ouvrage a également été consulté par Athénée pour la rédaction de son ouvrage les Deipnosophistes.